# Hieres
Hieres o Hieras (Hieras) fou un ambaixador gàlata enviat del rei Deiòtar I a Roma, al moment en què el sobirà era jutjat a la capital romana i el defensava Ciceró (45 aC). En típica devoció oriental per al seu mestre, va presentar-se per sotmetre's a la tortura en el seu lloc per provar la seva innocència. L'any 44 aC encara romania a Roma o bé hi havia tornat.